# Палукюла (Кастре)
Па́лукюла (ест. Paluküla) — село в Естонії, у волості Кастре повіту Тартумаа.

## Населення
Чисельність населення на 31 грудня 2011 року становила 12 осіб.

## Географія
Поблизу населеного пункту проходить автошлях 22265 (Реола — Гаммасте).

## Історія
До 24 жовтня 2017 року село входило до складу волості Гааслава.